# Cortland, New York
Cortland är en stad (city) i Cortland County i delstaten New York. Vid 2010 års folkräkning hade Cortland 19 204 invånare. Cortland är administrativ huvudort i Cortland County.

## Kända personer från Cortland
- Gideon C. Moody, politiker
- Alton B. Parker, politiker